# Flag
Em informática, uma flag (termo da língua inglesa que significa, literalmente, "bandeira") é um mecanismo lógico que funciona como semáforo: uma entidade (objecto) detém como ativa uma determinada flag se a característica associada a essa flag estiver presente. Em programação, a utilização de flags como interruptor (isto é, valores 1/0, ligado/desligado, ativo/inativo) permite optimizar as estruturas de dados, na medida em que basta apenas um bit para ativar determinada característica. Assim, com um simples byte podem-se especificar 8 características de um objecto, conhecendo, de antemão, o significado de cada bit.
Se a estrutura da flag for baseada num sistema binário, então as operações de ativação e desativação e teste serão também optimizadas (ao nível do processamento) já que apenas requerem operações simples de lógica binária.

## Exemplos
Observação: o número de bits é o mesmo número de flags (por exemplo: 8 bits representam 8 flags).
| Configuração | flag #1      | flag #2    | flag #3      | flag #4    |
| 0101         | Desabilitada | Habilitada | Desabilitada | Habilitada |
| 1101         | Habilitada   | Habilitada | Desabilitada | Habilitada |

## Informações
| Bits / Flags | Bytes | Valor   |
| 1            | 1/8   | 0 a 1   |
| 2            | 1/4   | 0 a 3   |
| 3            | 3/8   | 0 a 7   |
| 4            | 1/2   | 0 a 15  |
| 5            | 5/8   | 0 a 31  |
| 6            | 6/8   | 0 a 63  |
| 7            | 7/8   | 0 a 127 |
| 8            | 1     | 0 a 255 |

Também existem números de bits maiores, como, por exemplo, 32 flags (32 bits = 4 bytes) que representam de 0 a 4 294 967 295 em decimal (ou FFFFFFFF em hexadecimal)